# Habib bey Salimov
Salimov Habib bey Haji Yusif oglu (en azerí: Səlimov Həbib bəy Hacı Yusif oğlu) (Gobernación de Ereván, 1881 - Bakú, 1920)  fue general de división, primer Jefe del Estado Mayor de las Fuerzas Armadas de Azerbaiyán, es el general azerbaiyano conocido como “héroe de la batalla de Asgaran” . 

## Vida
Habib bey Salimov nació en Ereván el 8 de febrero de 1881. Su padre, Yusif bey, fue juez del Tribunal de la provincia de Ereván. Habib Bey recibió su primera educación en el Seminario de Maestros de Ereván y luego se graduó del gimnasio en la misma ciudad. En agosto del año 1900 se inscribió como voluntario en el Servicio Militar y sirvió en el regimiento de infantería de Yelizavetpol (Ganja), recibió el rango de suboficial. En 1902, después de completar sus estudios en la escuela de caballería en Tbilisi, empezó al servicio militar en el tercer Batallón de Fusileros del Cáucaso como subteniente. En 1905 ascendió a comandante adjunto y en 1907 fue nombrado comandante de la tercera compañía en la misma unidad militar. En septiembre de aquel año fue condecorado con la “Orden de San Vladimirio”. Habib bey sirvió en el Quinto Batallón de Fusileros del Cáucaso en las fronteras de Julfa en Nakhchivan en los años 1908-1910, y fue enviado a Teherán con una misión secreta. En 1912 ascendió a capitán. Más tarde se graduó en la Academia Militar de Nikolayev del Estado Mayor en Petersburgo.

## Creación
Habib bey Salimov fue condecorado con el rango de mayor de división, el 26 de febrero de 1919, por el orden número treinta del Ministro de la República Democrática de Azerbaiyán, general de Artillería Samad bey Mehmandarov y se convirtió en héroe del frente conocido como “batalla de Asgaran”. 
En julio de 1919, bajo el mando del general de brigada Habib bey Salimov, las fuerzas armadas malakanas y armenio-rusas en Mugan y Lankaran, que no querían reconocer al gobierno nacional de Azerbaiyán, fueron destruidas. Entregó al ejército azerbaiyano un avión, veinticuatro cañones y sesenta ametralladoras que había tomado como botines del enemigo. Habib bey, quien devolvió Mughan y Lankaran a su país de origen, fue nombrado gobernador por un corto tiempo.
En 1918 el teniente coronel turco Rushtu bey, que estuvo en las filas del Ejército Islámico del Cáucaso, recordó a Habib bey como un valiente guerrero en su libro "Sobre los grandes caminos de batalla de Bakú" (Revista militar, 1934, n.º 93): “El coronel Habib bey es uno de los oficiales azerbaiyanos bien entrenado por el ejército ruso, estimado altamente por los oficiales de alto rango del ejército turco, que conocían de cerca la técnica de combate. En las batallas, el frente se dividía en dos partes: grupos del norte y sur. El comandante del grupo del sur era el coronel Habib bey Salimov”.
Habib bey Salimov siempre estuvo a la vanguardia y luchó con coraje para salvar a Azerbaiyán de las fuerzas militares de los bolcheviques y dashnaks. Después de que el grupo sureño encabezado por él liberó las estaciones de Nawai y Agbulag de las fuerzas de bolcheviques y dashnaks, envió un informe a Nuru Pasha con el siguiente contenido: 
“Primero, hoy ocupó la estación de Agbulag. A pesar de que Alat fue invadido por el enemigo, mañana (1 de agosto de 1918) avanzaré para liberarlo con la gracia de Dios. 
Segundo, más tarde me moveré en dirección a Bakú. Pero el grupo ya no tiene agua. Algunas personas perdieron el conocimiento por la sed. Le pido repetidamente que de orden a las personas autorizadas para que nos abastezcan con agua lo más pronto posible . 
Tercero, como después de Alat avanzaré por tierra le solicito proveernos con un vehículo” 
El 1 de agosto, el comandante del grupo sureño, Habib bey Selimov, le informó al Comandante del Ejército Nuru Pasha que había ocupado Alat aquella noche. A pesar de las reiteradas solicitudes, todavía no nos han abastecido con agua potable. Los combatientes tienen sed, las locomotoras no funcionan porque no hay agua. El coronel Habib bey Salimov enfatiza que la sed crea una situación difícil en el grupo y que es imposible alejarse de Alat a menos que sea llevada el agua. 
H. Salimov también tiene grandes servicios históricos en la formación del ejército nacional de Azerbaiyán. Aún en agosto de 1918, cuando por orden del comandante del Ejército Islámico del Cáucaso Nuru Pasha ordenó que se reconstruyera el cuerpo de Azerbaiyán, él fue nombrado jefe de este cuerpo por su experiencia y conocimiento militar.
La capacidad organizativa y la valentía mostradas por H. Salimov como comandante del grupo sureño que avanzaba por el ferrocarril de Ganja-Bakú, fueron debidamente apreciadas por el gobierno de Azerbaiyán y le dieron el rango de coronel en el transcurso de la batalla llevada contra los ejércitos de bolcheviques y dashnaks. 
El coronel Habib bey Salimov, que sufrió dificultades financieras en el ejército azerbaiyano en 1919, escribió con arrepentimiento en el informe que envió al gobierno: "Casi todos los soldados en las provincias de Azerbaiyán viven a expensas de la población local. No hay comida disponible incluso en Bakú, la ciudad más grande y rica. Ni el regimiento ni los cuerpos tienen almacenes. No podemos alimentar a los soldados siempre con “sopa de harina”... Muchos soldados del décimo regimiento no tienen calzados y calcetines. Es imposible crear un ejército sin comida, vestido, caballos y abastecimientos. Los soldados medio ansiosos sin duda querrán escapar a casa. 
Los bolcheviques asesinaron a tiros al general Selimov el 30 de diciembre de 1920 a las 10:30.